# Euporie (satelit)
Euporie /e.u'po.ri.e/ (cunoscută și sub numele de Jupiter XXXIV) este un satelit natural al lui Jupiter. Acesta a fost descoperit de o echipă de astronomi de la Universitatea din Hawaii condusă de Scott S. Sheppard în 2001 și a primit denumirea temporară S/2001 J 10.
Euporie are un diametru de aproximativ 2 kilometri și o orbitează pe Jupiter la o distanță medie de 19.088.450 km în 538,780 de zile, cu o înclinație de aproximativ 145° față de ecliptică (145° față de ecuatorul lui Jupiter), într-o direcție retrogradă și cu o excentricitate de 0,0960.
A fost numită în august 2003 după Euporie, zeița greacă a abundenței și una din Ore din mitologia greacă (și astfel fiică a lui Zeus). Este membru al grupului Ananke.